# 朱贊 (成化進士)
朱贊（1434年—？），字光輔，江西南昌府進賢縣人，軍籍。明朝政治人物。進士出身。

## 生平
成化乙酉江西鄉試第六十五名。成化八年（1472年）壬辰科會試第一百七十七名，殿試登進士第三甲第七十三名。官浙江海鹽縣知縣。

## 家族
曾祖父朱仕方。祖父朱以節。父亲朱濟用。